# Електролюмінесценція
Електролюмінесце́нція (англ. electric luminescence, нім. Elektrolumineszenz) — різновид люмінесценції, світіння газів під час проходження через них електричного струму, а також світіння кристалів під дією електричного поля.

## Механізм явища
Безпосереднім збудником світіння є носії струму, утворені на першій стадії процесу в результаті дії сильного поля на речовину. Наявність цієї першої стадії відрізняє електролюмінесценцію від катодолюмінесценції, в якій під час збудження використовуються електрони, введені в поле від стороннього джерела.
Спочатку електролюмінесценцією називалось світіння газів у розрядних трубках, збудниками світіння були не лише електрони, але й іони газу. В наш час значно більше наукове і практичне значення отримало світіння конденсаторів — шарів люмінесцентних речовин, до яких прикладається електричне поле. При цьому одна з пластин виконується прозорою.

## Використання
Електролюмінесценція використовується для освітлення в люмінесцентних лампах і світлодіодах.
Електролюмінесце́нція запропонована для застосування в деяких спеціальних процесах збагачення корисних копалин.
Використовується при вивченні кристалів мінералів.